# Disparctia buea
Disparctia buea är en fjärilsart som beskrevs av Embrik Strand 1912. Disparctia buea ingår i släktet Disparctia och familjen björnspinnare. Inga underarter finns listade i Catalogue of Life.